# Motterwitz
Motterwitz ist ein zu Grimma im Landkreis Leipzig in Sachsen gehöriger Gemeindeteil.

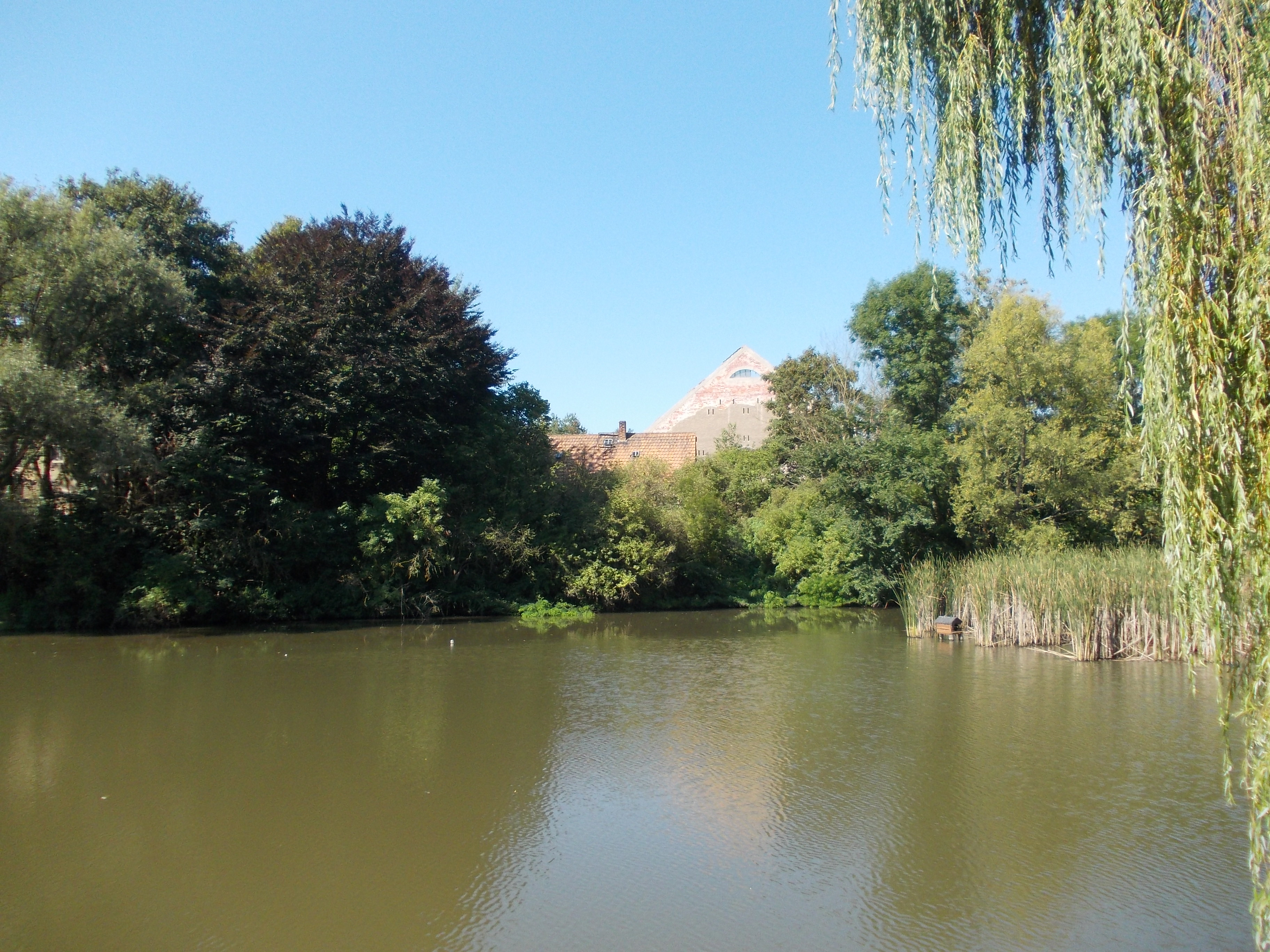
Blick über den Teich zum Rittergut

## Geografische Lage
Motterwitz liegt an der Kreisstraße K 8338 zwischen Muschau und Ostrau.

## Geschichte
Urkundlich wurde Motterwitz 1303 das erste Mal als Namenszusatz des Adligen „Guntherus de Mocerwicz“ genannt. Weitere Nennungen waren:
- 1340: Mockerwicz
- 1353: Motirwicz
- 1501: Motterbitz
- 1548: Motterwitz

Am 1. Juli 1950 wurde die bis dahin eigenständige Gemeinde Muschau eingegliedert.
Am 1. Januar 1967 wurde Motterwitz nach Dürrweitzschen eingemeindet. Am 1. März 1994 schlossen sich die damals selbstständigen Gemeinden Böhlen, Dürrweitzschen, Leipnitz, Ragewitz und Zschoppach zur Gemeinde Thümmlitzwalde zusammen. Diese wiederum wurde am 1. Januar 2011 in die Stadt Grimma eingemeindet, womit Dürrweitzschen seither ein Gemeindeteil von dieser ist.

## Entwicklung der Einwohnerzahl
| Jahr    | Einwohnerzahl                             |
| ------- | ----------------------------------------- |
| 1548/51 | 6 besessene Mann, 9 Inwohner, 4 1⁄2 Hufen |
| 1764    | 6 besessene Mann, 15 Häusler, 4 1⁄2 Hufen |
| 1834    | 160                                       |
| 1871    | 182                                       |

| Jahr | Einwohnerzahl |
| ---- | ------------- |
| 1890 | 138           |
| 1910 | 131           |
| 1925 | 144           |
| 1939 | 127           |

| Jahr   | Einwohnerzahl |
| ------ | ------------- |
| 1946   | 180           |
| 1950   | 285           |
| 1964 1 | 247           |

## Sehenswürdigkeiten
Das Rittergut Motterwitz ist ein schlichter Barockbau aus der frühen Neuzeit, in dem um 1485 die Reformatorin Magdalena von Staupitz geboren wurde.

## Persönlichkeiten
- Johann von Staupitz (um 1465 – 1524), Theologe
- Magdalena von Staupitz (um 1485 – 1548), Nonne und Schulleiterin